# كأس تركيا 2011–12
كأس تركيا 2011–12 (بالتركية: 2011-12 Türkiye Kupası)‏ هو الموسم 50 من كأس تركيا. أقيم خلال الفترة 7 ديسمبر 2011 وحتى 19 مايو 2012، وأشرف على تنظيمه اتحاد تركيا لكرة القدم، وكان عدد الأندية المشاركة فيه 71، وفاز فيه نادي فنربخشة.